# ديدي سليمان
ديدي سليمان (بالإندونيسية: Dede Sulaiman) (3 مارس 1986 بجاكرتا في إندونيسيا - ) هو لاعب كرة قدم إندونيسي في مركز حراسة المرمى. شارك مع منتخب إندونيسيا تحت 23 سنة لكرة القدم. أما مع النوادي، فقد لعب مع برسيبورا جايابورا ونادي آريما كرونوس ونادي سريويجايا وPSPS Pekanbaru ‏ وPSDS Deli Serdang ‏.